# Melodifestivalen (2022)
A 2022-es Melodifestivalen egy hatrészes svéd zenei verseny volt, melynek keretén belül a nézők és a nemzetközi, szakmai zsűrik kiválasztották, hogy ki képviselje Svédországot a 2022-es Eurovíziós Dalfesztiválon, Torinóban. A 2022-es Melodifestivalen a hatvanötödik svéd nemzeti döntő.
Az élő műsorsorozatban ezúttal is huszonnyolc dal versenyzett az Eurovíziós Dalfesztiválra való kijutásért. A sorozat ezúttal kétfordulós; hat élő adásból áll a következők szerint: négy válogató, egy elődöntő és a döntő. Válogatónként hét-hét előadó lép fel. A válogatók első két helyezettjei a döntőbe, a harmadik és negyedik helyezettek az elődöntőbe jutnak tovább. Az elődöntőben két kategóriába osztják a dalokat és minden kategória két legtöbb szavazatát összegyűjtött dala jut tovább a döntőbe, ahol tizenketten versenyeznek. A válogatókban és az elődöntőben csak a nézői applikációs, illetve telefonos szavazatok alapján kerültek ki a továbbjutók. A döntőben a nézők és a nemzetközi, szakmai zsűrik szavazatai alakították ki a végeredményt.

## Helyszínek
A nemzeti válogató helyszíneit 2021. szeptember 7-én jelentették be. Ebben az évben eredetileg visszatért volna az országos turné és a különböző adásokat hat különböző svéd városban tartották volna. 2022. január 14-én azonban a koronavírus omikron variáns miatt fennálló korlátozások miatt. Az válogatókat eredetileg Malmőben, Göteborgban, Linköpingben, Lidköpingben és Örnsköldsvikben tervezték megrendezni, míg a döntőt a megszokott stockholmi Friends Arénában. Január 25-én bejelentették, hogy az első válogatót az Avicii Arénában rendezik meg, február 4-én lett hivatalos, hogy a következő két válogatót is az Avicii Arénában rendezik meg, míg a negyedik válogatónak és az elődöntőnek, valamint a döntőnek a Friends Arena ad otthont.
| Forduló           | Dátum             | Város     | Helyszín      | Műsorvezető |
| ----------------- | ----------------- | --------- | ------------- | ----------- |
| Első válogató     | 2022. február 5.  | Stockholm | Avicii Arena  | Oscar Zia   |
| Második válogató  | 2022. február 12. | Stockholm | Avicii Arena  | Oscar Zia   |
| Harmadik válogató | 2022. február 19. | Stockholm | Avicii Arena  | Oscar Zia   |
| Negyedik válogató | 2022. február 22. | Stockholm | Friends Arena | Oscar Zia   |
| Elődöntő          | 2022. március 5.  | Stockholm | Friends Arena | Oscar Zia   |
| Döntő             | 2022. március 12. | Stockholm | Friends Arena | Oscar Zia   |

## Műsorvezető

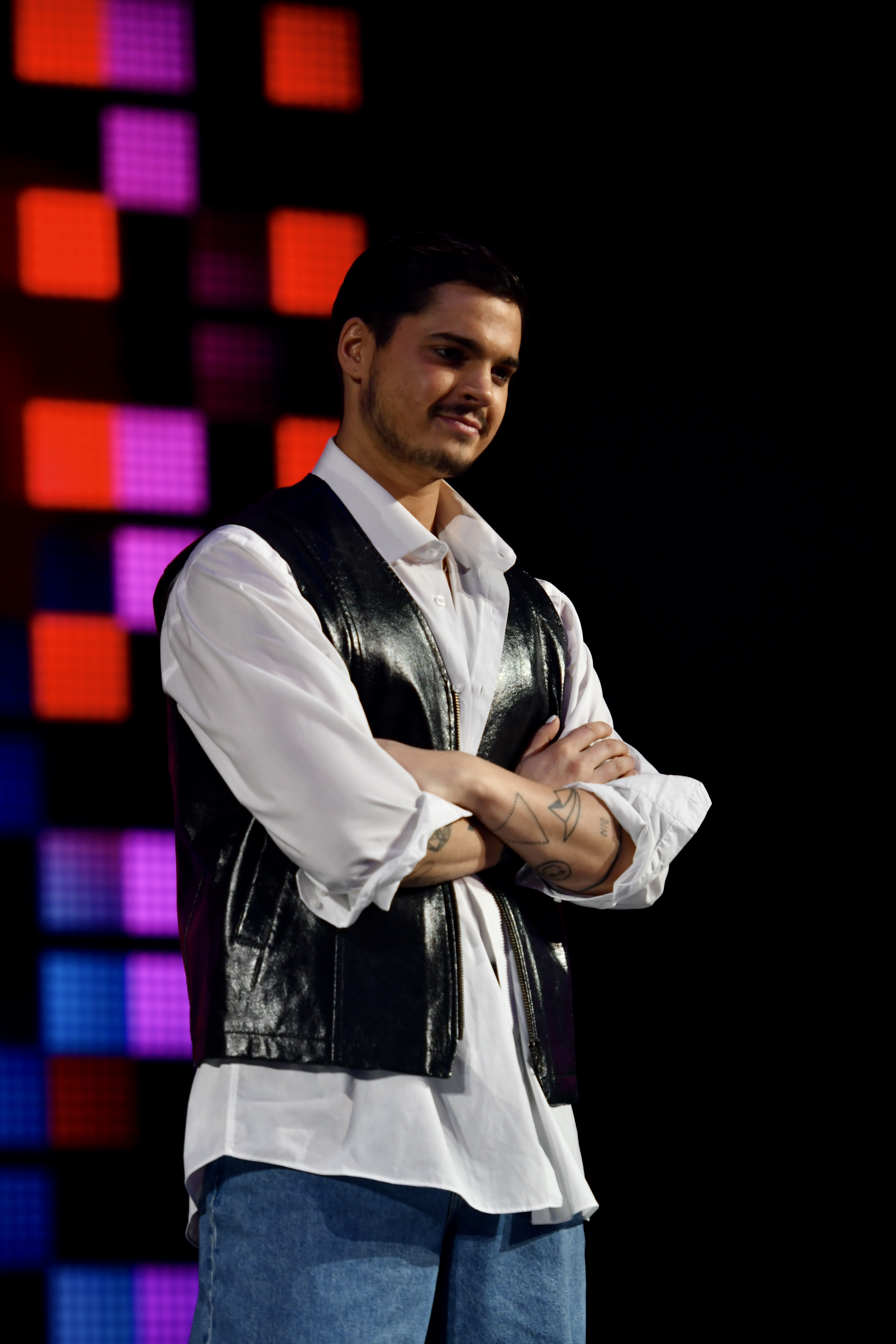
Oscar Zia, a második válogató előtt

A válogatóműsor műsorvezetőjét 2020. szeptember 7-én a délelőtti órákban jelentette be az SVT. A feladatot egyedül Oscar Zia látja el. Legutóbb 2018-ban volt egy műsorvezetője a versenynek.
Oscar 2014-ben és 2016-ban vett részt a versenyen, előbbinél a döntőben nyolcadik lett, míg utóbbinál második helyezettként végzett. 2021-ben a második válogató társműsorvezetője volt Christer Björkman és Anis Don Demina mellett.

## A versenyszabályok változása
Ettől az évtől kezdve nem rendeznek második esély fordulót, helyette egy elődöntőt vezetnek be. Az elődöntőben nyolc dalt két csoportba választanak szét. Kategóriánként a két legtöbb szavazatot összegyűjtött dalok jutnak a döntőbe.

## Résztvevők
Az résztvevők első felét és dalaik címét 2021. november 26-án, míg a második felét november 30-án jelentették be. Ebben az évben a P4 Nestä döntősei közül nem kap esélyt senki a zsűritől, hogy megmérettesse magát a svéd nemzeti válogatóban. Ezt követően, a fellépési sorrendet 2021. december 14-én hozták nyilvánosságra.
| Előadó              | Dal                      | Nyelv          | Szerző(k)                                                                                     |
| ------------------- | ------------------------ | -------------- | --------------------------------------------------------------------------------------------- |
| Alvaro Estrella     | Suave                    | angol, spanyol | Linnea Deb, Jimmy 'Joker’ Thörnfeldt, Joy Deb, Alvaro Estrella                                |
| Anders Bagge        | Bigger Than the Universe | angol          | Anders Bagge, Jimmy Jansson, Peter Boström, Thomas G:son                                      |
| Angelino            | The End                  | angol          | Angelino Markenhorn, Julie Aagaard, Melanie Wehbe, Thomas Steengaard                          |
| Anna Bergendahl     | Higher Power             | angol          | Anna Bergendahl, Thomas G: son, Bobby Ljunggren, Erik Bernholm                                |
| Browsing Collection | Face in the Crowd        | angol          | Carolina Karlsson, Mimi Brander, Moa Lenngren, Nora Lenngren, Sandra Bjurman, Jimmy Wahlsteen |
| Cazzi Opeia         | I Can’t Get Enough       | angol          | Bishat Araya, Jakob Redtzer, Moa Carlebecker, Paul Rey                                        |
| Cornelia Jakobs     | Hold Me Closer           | angol          | Isa Molin, David Zandén, Cornelia Jakobsdotter                                                |
| Danne Stråhed       | Hallaballoo              | svéd           | Danne Stråhed, Fredrik Andersson, Erik Stenhammar                                             |
| Faith Kakembo       | Freedom                  | angol          | Laurell Barker, Anderz Wrethov, Palle Hammarlund, Faith Kakembo                               |
| John Lundvik        | Änglavakt                | svéd           | Anderz Wrethov, Elin Wrethov, Benjamin Rosenbohm, Fredrik Sonefors, John Lundvik              |
| Klara Hammarström   | Run to the Hills         | angol          | Jimmy ‘Joker’ Thörnfeldt, Julie Aagaard, Anderz Wrethov, Klara Hammarström                    |
| Lancelot            | Lyckligt slut            | svéd           | Lancelot Hedman, Niklas Carson Mattsson                                                       |
| Liamoo              | Bluffin                  | angol          | Jimmy ‘Joker’ Thörnfeldt, Sami Rekik, Dino Medanhodzic, Ali Jammali                           |
| Lillasyster         | Till Our Days Are Over   | angol          | Jimmy Jansson, Palle Hammarlund, Ian-Paolo Lira, Martin Westerstrand                          |
| Linda Bengtzing     | Fyrfaldigt hurra!        | svéd           | Thomas G:son, Linda Bengtzing, Myra Granberg, Daniel Jelldéus                                 |
| Lisa Miskovsky      | Best to Come             | angol          | Lisa Miskovsky, David Lindgren Zacharias                                                      |
| Malin Christin      | Synd om dig              | svéd           | Jonathan Lavotha, Oliver Heinänen, Malin Christin                                             |
| Malou Prytz         | Bananas                  | angol          | Alice Gernandt, Jimmy ‘Joker’ Thörnfeldt, Joy Deb, Linnea Deb                                 |
| Medina              | In i dimman              | svéd           | Jimmy ‘Joker’ Thörnfeldt, Sami Rekik, Dino Medanhodzic, Ali Jammali                           |
| Niello & Lisa Ajax  | Tror du att jag bryr mig | svéd           | Yvonne Dahlbom, Niklas 'Niello’ Grahn Linroth, Jesper Welander                                |
| Omar Rudberg        | Moving Like That         | angol, spanyol | Omar Rudberg, Gustav Blomberg, Amanda Kongshaug, Kristin Marie                                |
| Robin Bengtsson     | Innocent Love            | angol          | David Lindgren Zacharias, Victor Sjöström, Victor Crone, Viktor Broberg, Sebastian Atas       |
| Samira Manners      | I Want to Be Loved       | angol          | Samira Manners, Fredrik Andersson                                                             |
| Shirley Clamp       | Let There Be Angels      | angol          | Mats Tärnfors, Pelle Nylén, Shirley Clamp, Jakob Skarin                                       |
| Tenori              | La stella                | angol, olasz   | Dan Sundquist, Kristian Lagerström, Marcos Ubeda, Bobby Ljunggren, Sarah Börjesson Wassberg   |
| Theoz               | Som du vill              | svéd           | Tobias Lundgren, Axel Schylström, Tim Larsson, Elize Ryd, Jimmy ‘Joker’ Thörnfeldt            |
| Tone Sekelius       | My Way                   | angol          | Anderz Wrethov, Tone Sekelius                                                                 |
| Tribe Friday        | Shut Me Up               | angol          | Isak Gunnarsson, Robin Hanberger Pérez, Noah Deutschmann                                      |

## Élő műsorsorozat

### Válogatók

#### Első válogató
Az első válogatót február 5-én rendezte az SVT hét előadó részvételével az Avicii Arénában. Egy technikai probléma miatt az applikációs szavazás nem működött az első válogatóban, így a végeredményt csak a telefonon beérkezett szavazatok alakították ki.
| #  | Előadó          | Dal                 | 1. forduló | 2. forduló                                | 2. forduló                                | 2. forduló                                | 2. forduló                                | 2. forduló                                | 2. forduló                                | 2. forduló                                | 2. forduló                                | 2. forduló                                | 2. forduló                                | Helyezés | Eredmény     |
| #  | Előadó          | Dal                 | Szavazat   | Szavazat                                  | 3–9                                       | 10–15                                     | 16–29                                     | 30–44                                     | 45–59                                     | 60–74                                     | 75+                                       | Telefon                                   | Pontszám                                  | Helyezés | Eredmény     |
| -- | --------------- | ------------------- | ---------- | ----------------------------------------- | ----------------------------------------- | ----------------------------------------- | ----------------------------------------- | ----------------------------------------- | ----------------------------------------- | ----------------------------------------- | ----------------------------------------- | ----------------------------------------- | ----------------------------------------- | -------- | ------------ |
| 01 | Malou Prytz     | Bananas             |            |                                           | —                                         | —                                         | —                                         | —                                         | —                                         | —                                         | —                                         | —                                         | —                                         | 7.       | Kiesett      |
| 02 | Theoz           | Som du vill         |            |                                           | —                                         | —                                         | —                                         | —                                         | —                                         | —                                         | —                                         | —                                         | —                                         | 4.       | Továbbjutott |
| 03 | Shirley Clamp   | Let There Be Angels |            |                                           | —                                         | —                                         | —                                         | —                                         | —                                         | —                                         | —                                         | —                                         | —                                         | 6.       | Kiesett      |
| 04 | Omar Rudberg    | Moving Like That    |            |                                           | —                                         | —                                         | —                                         | —                                         | —                                         | —                                         | —                                         | —                                         | —                                         | 5.       | Kiesett      |
| 05 | Danne Stråhed   | Hallaballoo         |            |                                           | —                                         | —                                         | —                                         | —                                         | —                                         | —                                         | —                                         | —                                         | —                                         | 3.       | Továbbjutott |
| 06 | Cornelia Jakobs | Hold Me Closer      |            | Továbbjutott a szavazás első fordulójából | Továbbjutott a szavazás első fordulójából | Továbbjutott a szavazás első fordulójából | Továbbjutott a szavazás első fordulójából | Továbbjutott a szavazás első fordulójából | Továbbjutott a szavazás első fordulójából | Továbbjutott a szavazás első fordulójából | Továbbjutott a szavazás első fordulójából | Továbbjutott a szavazás első fordulójából | Továbbjutott a szavazás első fordulójából | 1.       | Továbbjutott |
| 07 | Robin Bengtsson | Innocent Love       |            |                                           | —                                         | —                                         | —                                         | —                                         | —                                         | —                                         | —                                         | —                                         | —                                         | 2.       | Továbbjutott |

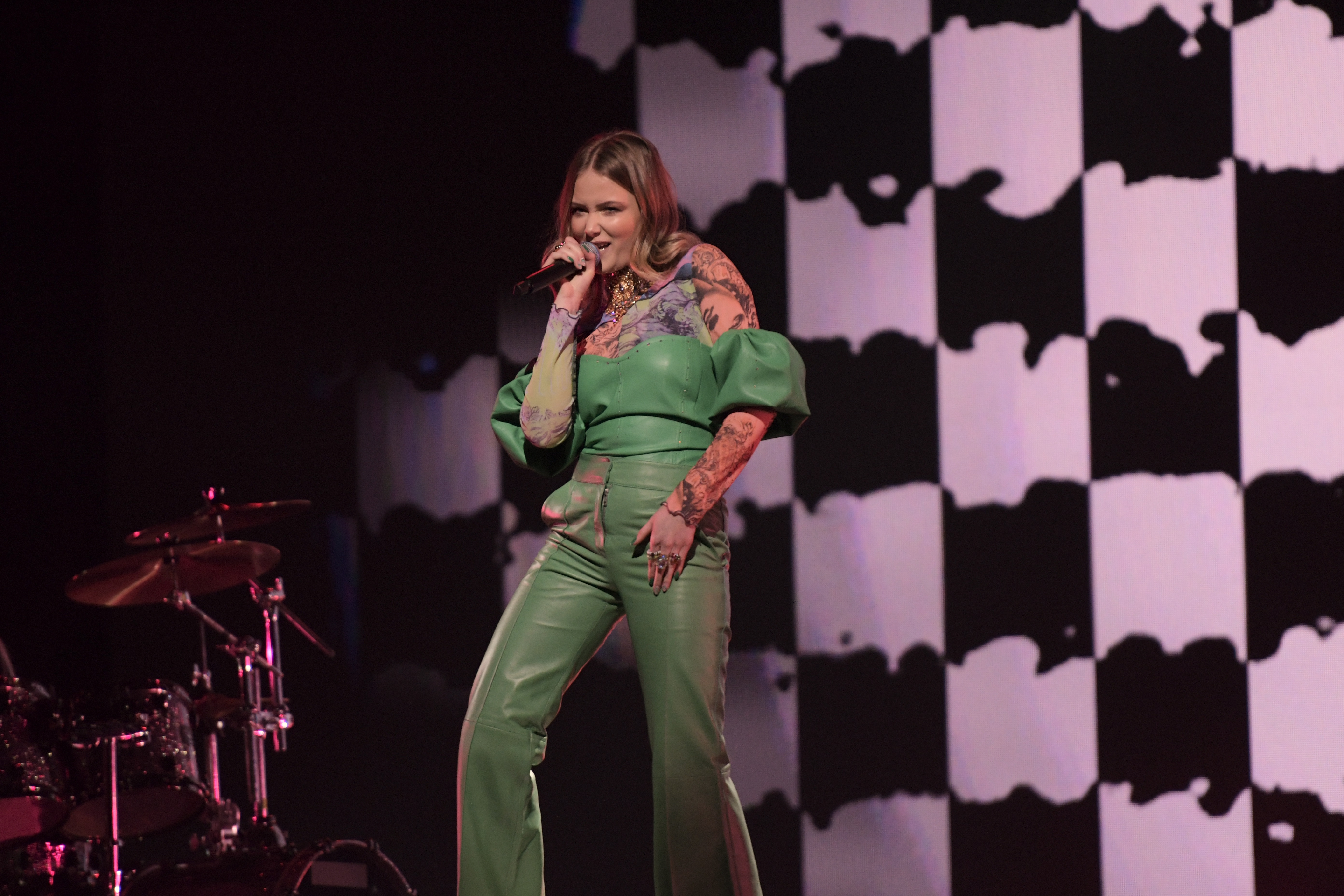
Malou Prytz
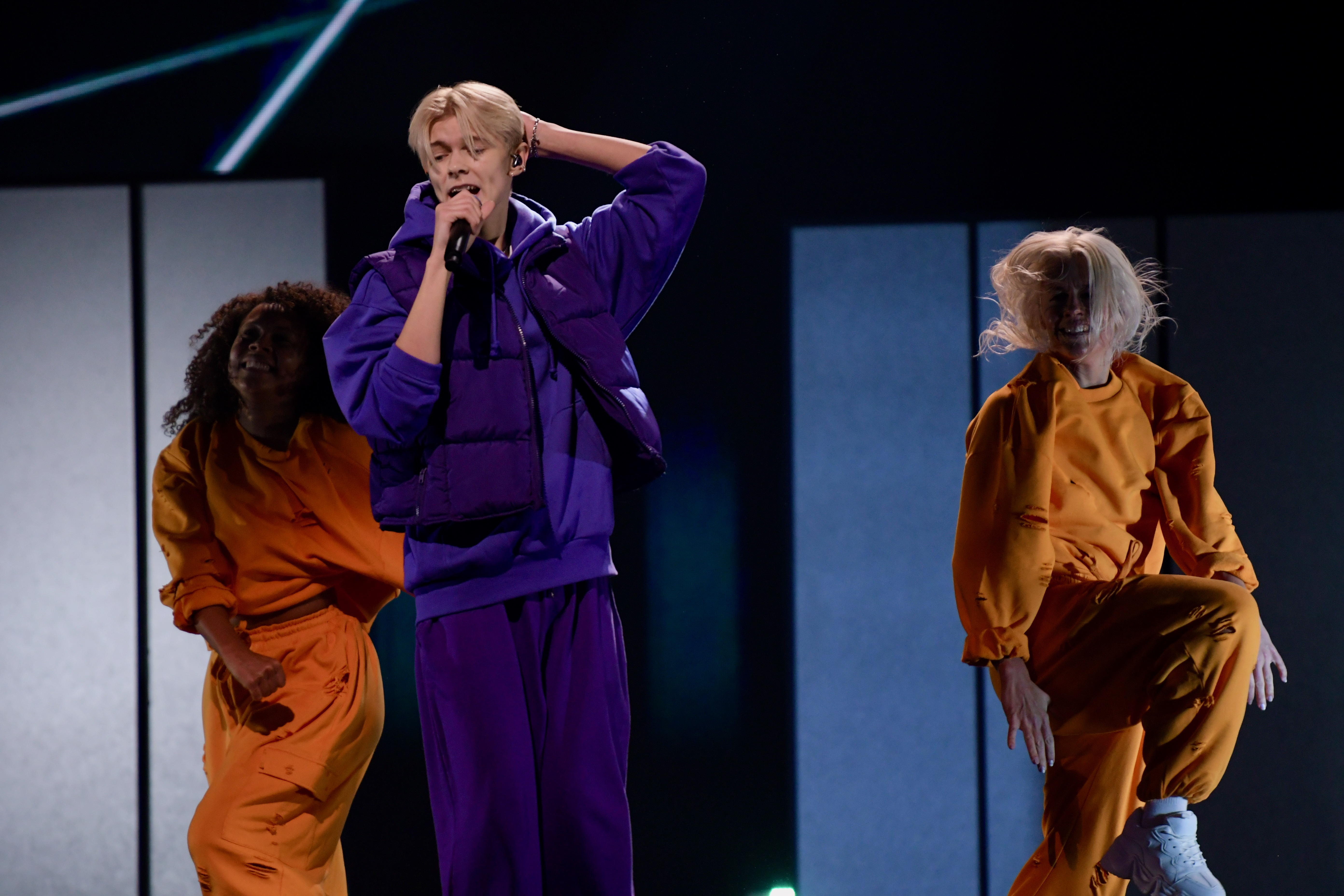
Theoz
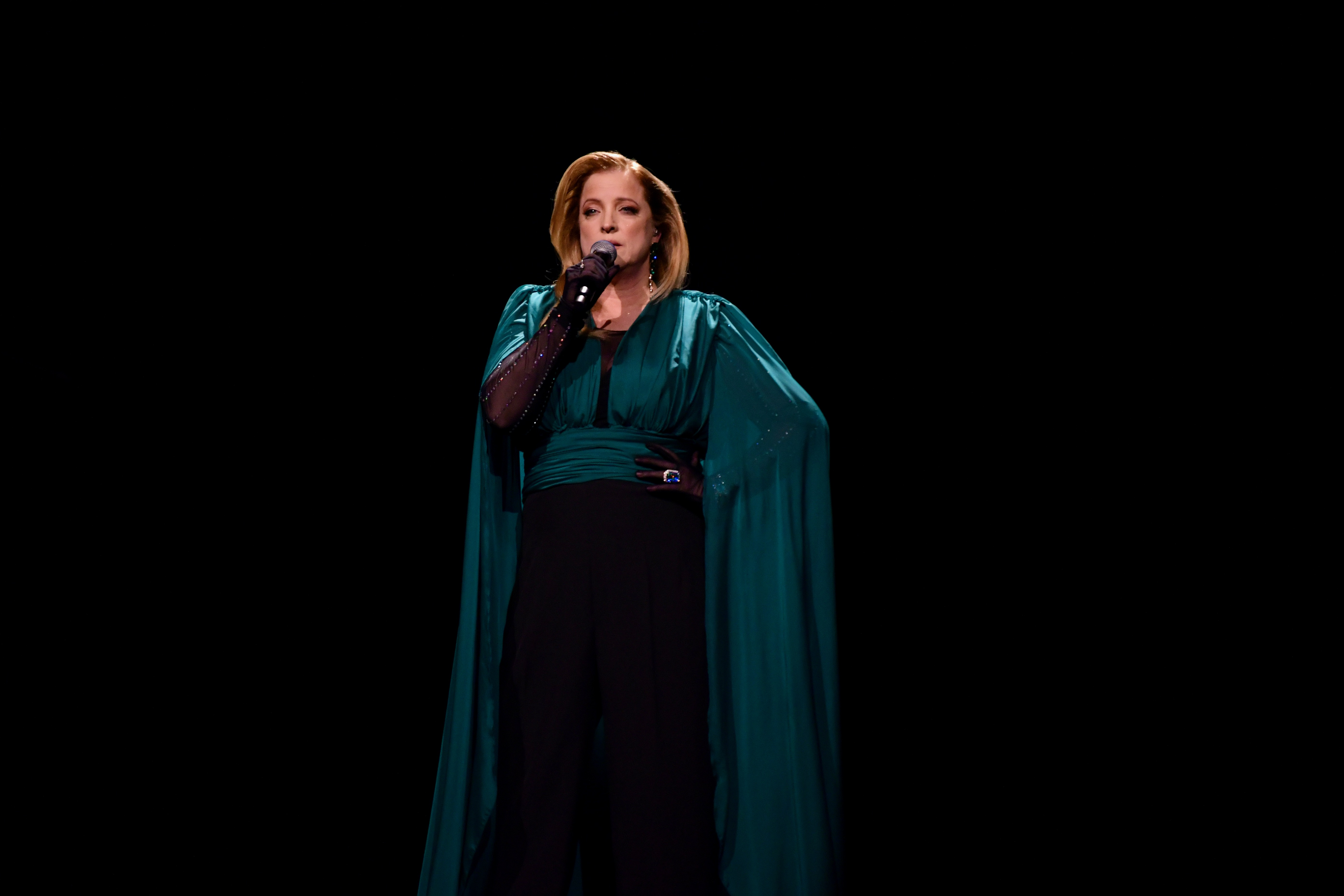
Shirley Clamp
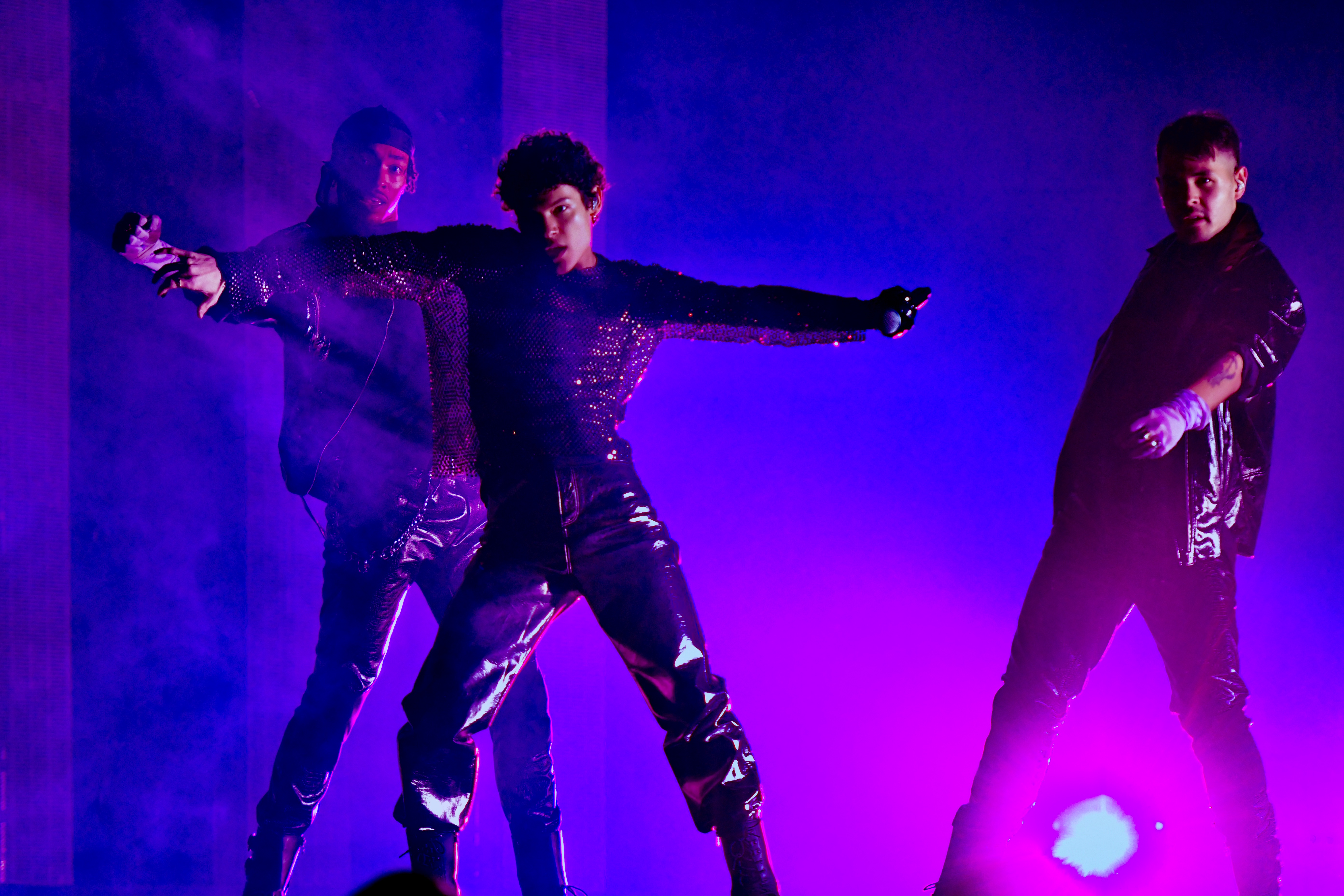
Omar Rudberg
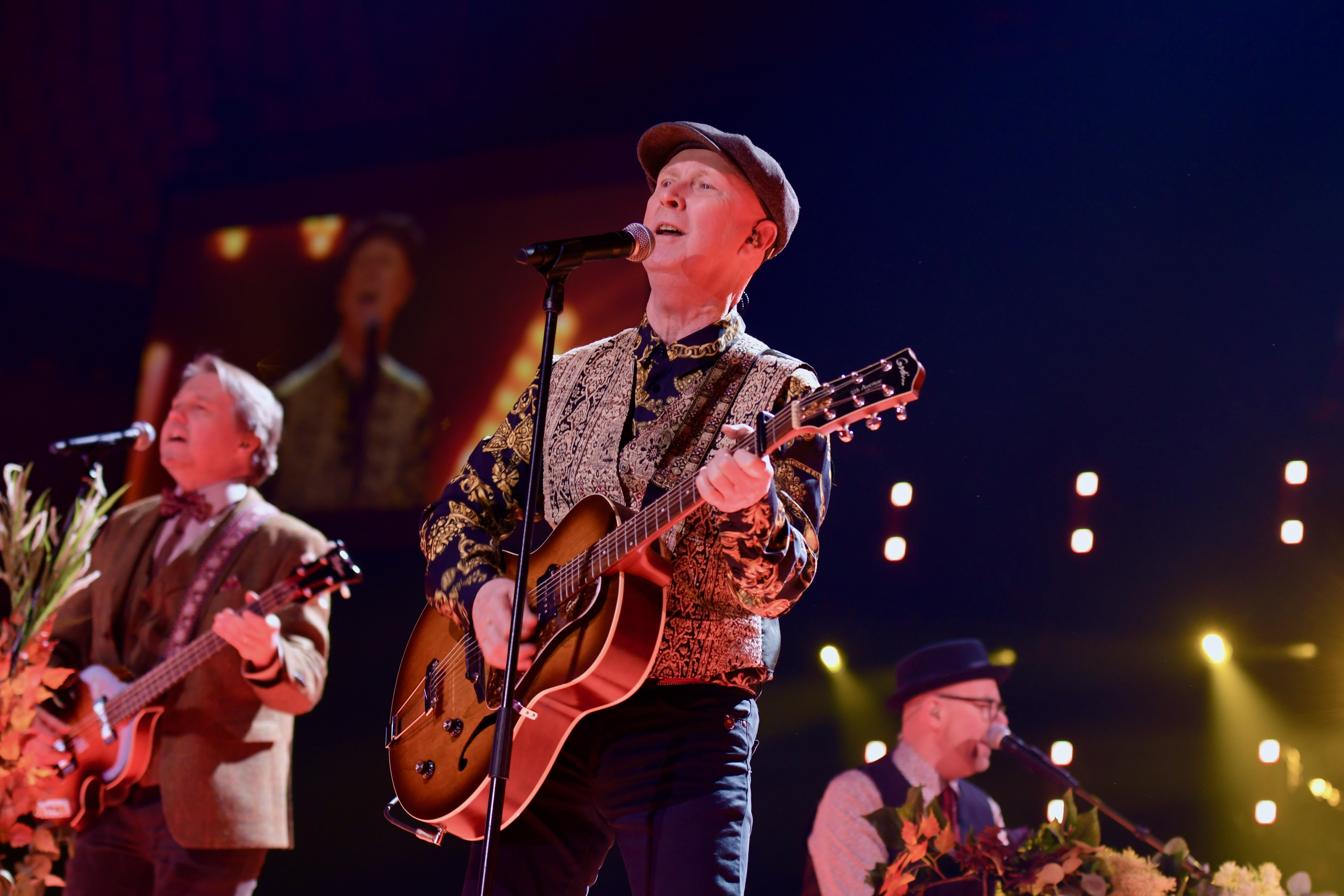
Danne Stråhed
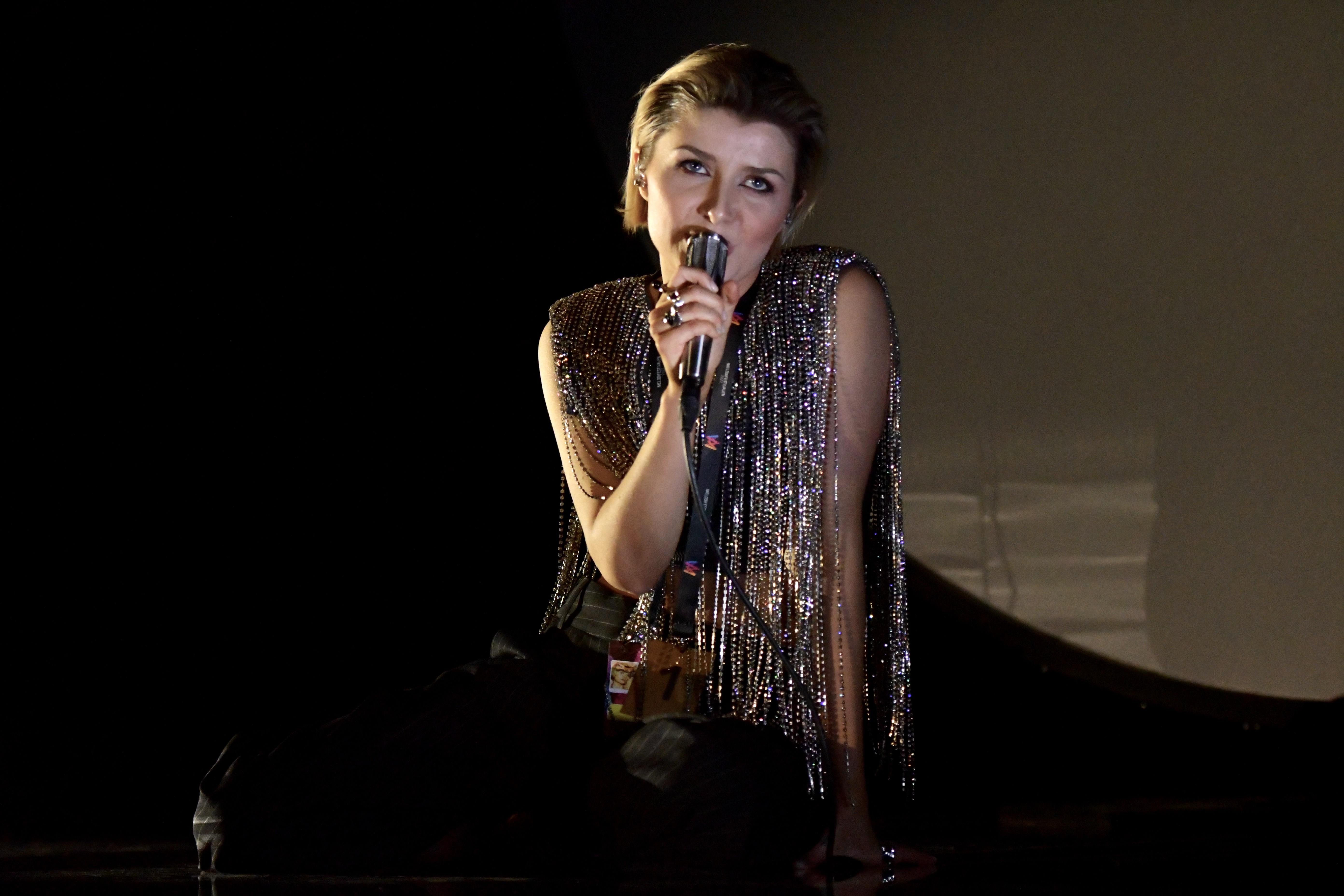
Cornelia Jakobs
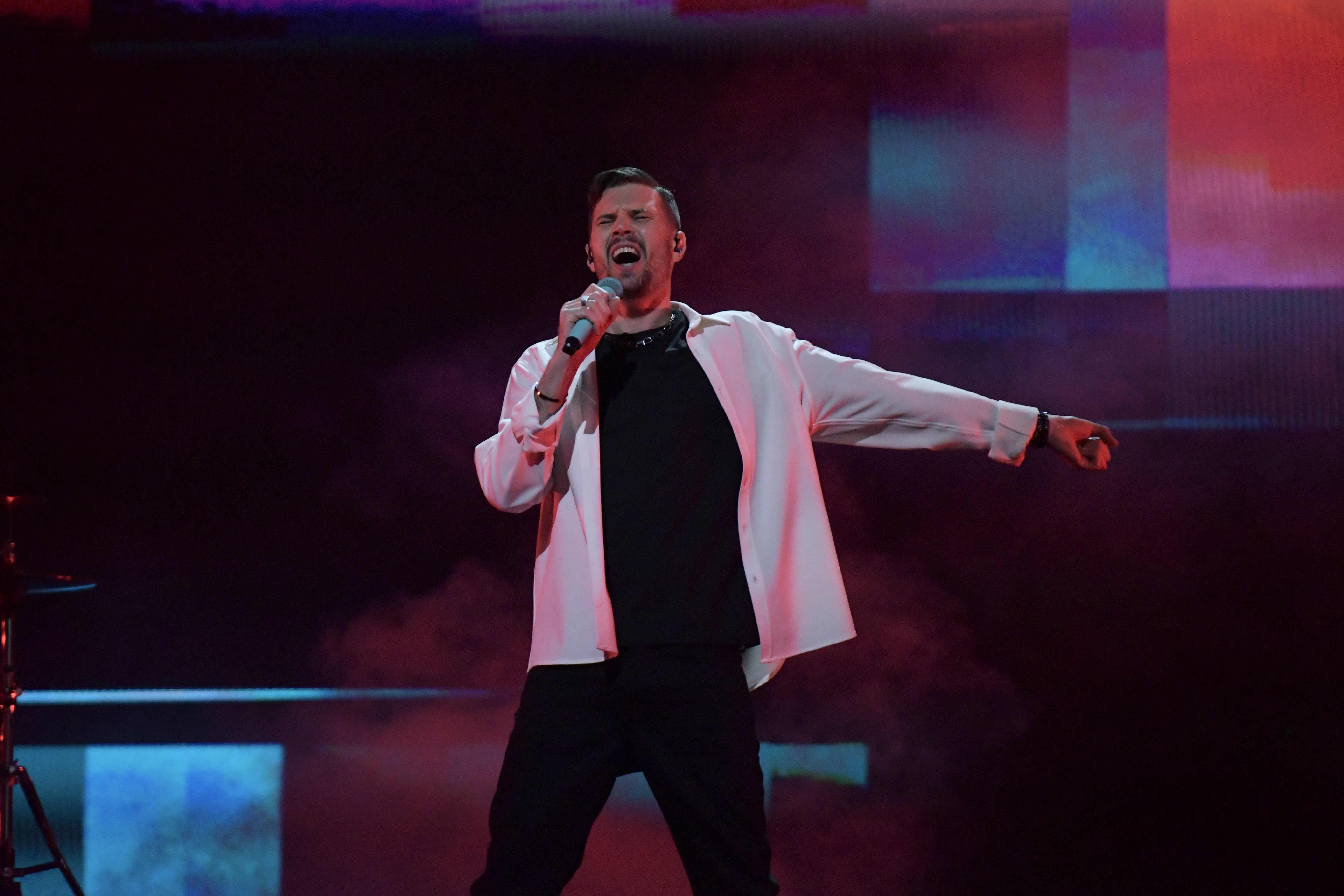
Robin Bengtsson

#### Második válogató
A második válogatót február 12-én rendezte az SVT hét előadó részvételével.
| #  | Előadó              | Dal                      | 1. forduló | 2. forduló                                | 2. forduló                                | 2. forduló                                | 2. forduló                                | 2. forduló                                | 2. forduló                                | 2. forduló                                | 2. forduló                                | 2. forduló                                | 2. forduló                                | Helyezés | Eredmény     |
| #  | Előadó              | Dal                      | Szavazat   | Szavazat                                  | 3–9                                       | 10–15                                     | 16–29                                     | 30–44                                     | 45–59                                     | 60–74                                     | 75+                                       | Telefon                                   | Pontszám                                  | Helyezés | Eredmény     |
| -- | ------------------- | ------------------------ | ---------- | ----------------------------------------- | ----------------------------------------- | ----------------------------------------- | ----------------------------------------- | ----------------------------------------- | ----------------------------------------- | ----------------------------------------- | ----------------------------------------- | ----------------------------------------- | ----------------------------------------- | -------- | ------------ |
| 01 | Liamoo              | Bluffin                  |            | Továbbjutott a szavazás első fordulójából | Továbbjutott a szavazás első fordulójából | Továbbjutott a szavazás első fordulójából | Továbbjutott a szavazás első fordulójából | Továbbjutott a szavazás első fordulójából | Továbbjutott a szavazás első fordulójából | Továbbjutott a szavazás első fordulójából | Továbbjutott a szavazás első fordulójából | Továbbjutott a szavazás első fordulójából | Továbbjutott a szavazás első fordulójából | 1.       | Továbbjutott |
| 02 | Niello & Lisa Ajax  | Tror du att jag bryr mig |            |                                           | 10                                        | 5                                         | 1                                         | 1                                         | 1                                         | 1                                         | 1                                         | 1                                         | 21                                        | 7.       | Kiesett      |
| 03 | Samira Manners      | I Want to Be Loved       |            |                                           | 3                                         | 3                                         | 3                                         | 5                                         | 3                                         | 5                                         | 5                                         | 8                                         | 35                                        | 5.       | Kiesett      |
| 04 | Alvaro Estrella     | Suave                    |            |                                           | 12                                        | 10                                        | 8                                         | 10                                        | 10                                        | 8                                         | 8                                         | 3                                         | 69                                        | 3.       | Továbbjutott |
| 05 | Browsing Collection | Face in the Crowd        |            |                                           | 5                                         | 1                                         | 5                                         | 3                                         | 8                                         | 3                                         | 3                                         | 5                                         | 33                                        | 6.       | Kiesett      |
| 06 | John Lundvik        | Änglavakt                |            |                                           | 8                                         | 12                                        | 12                                        | 12                                        | 12                                        | 12                                        | 12                                        | 12                                        | 92                                        | 2.       | Továbbjutott |
| 07 | Tone Sekelius       | My Way                   |            |                                           | 1                                         | 8                                         | 10                                        | 8                                         | 5                                         | 10                                        | 10                                        | 10                                        | 62                                        | 4.       | Továbbjutott |

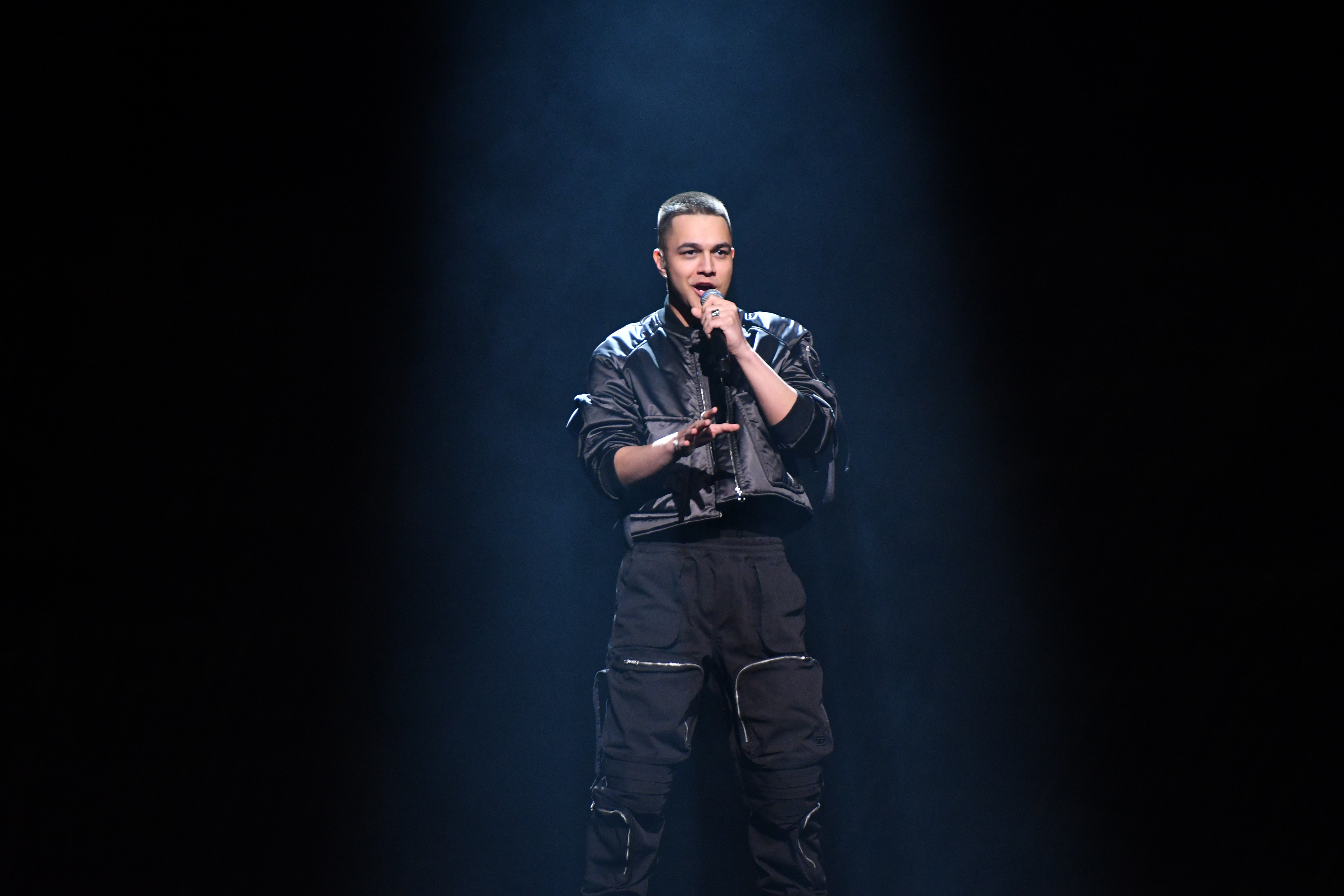
Liamoo
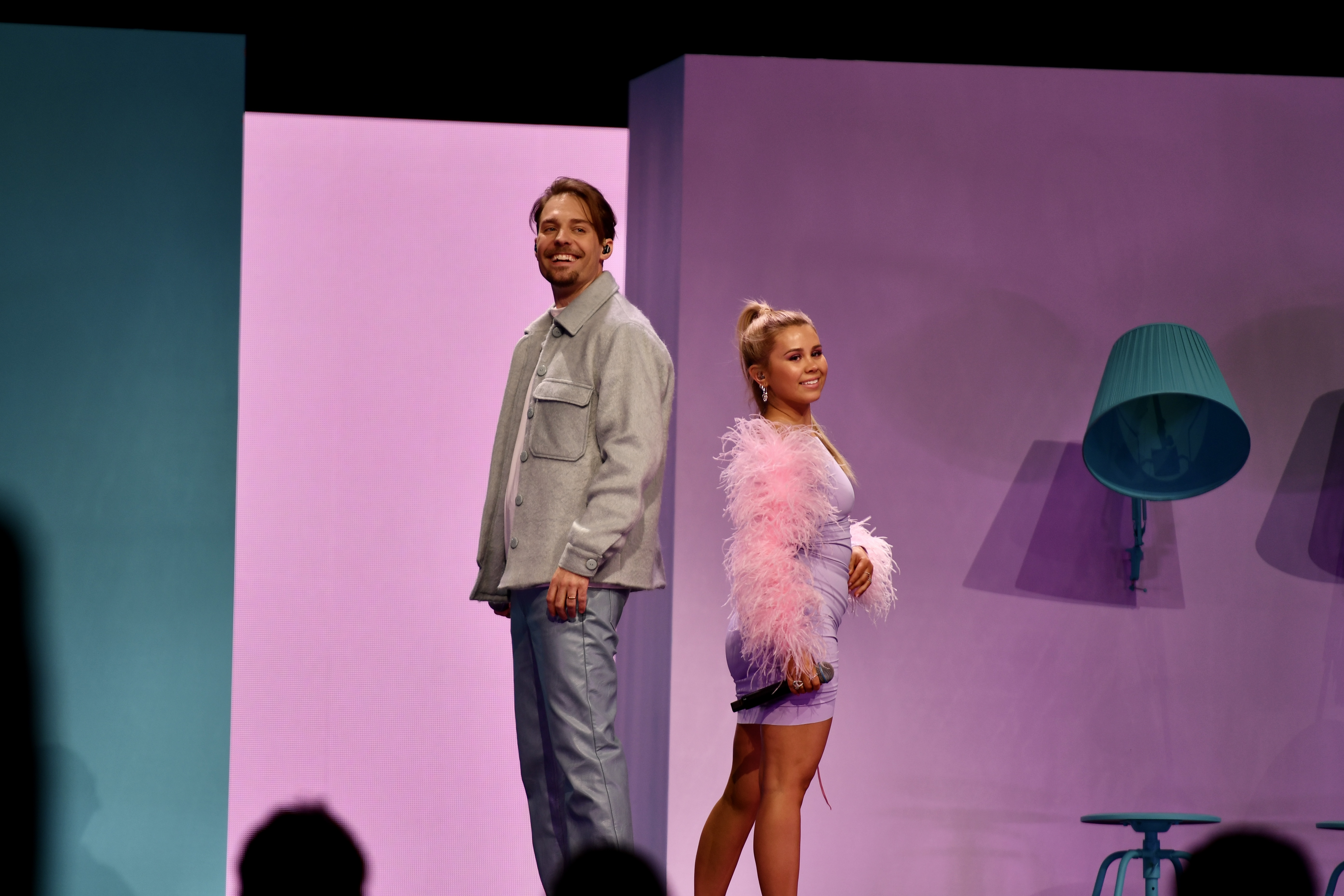
Niello & Lisa Ajax
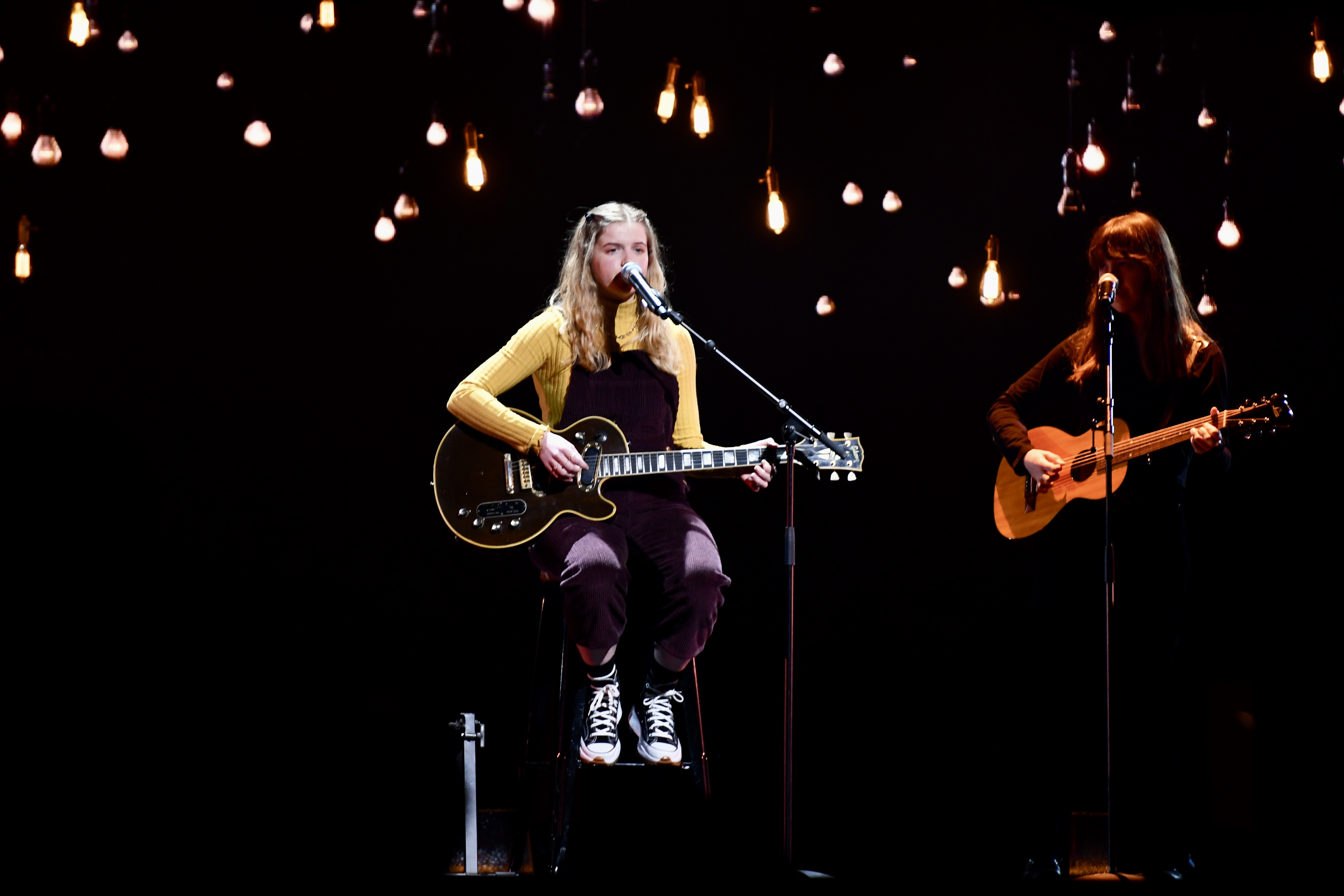
Samira Manners
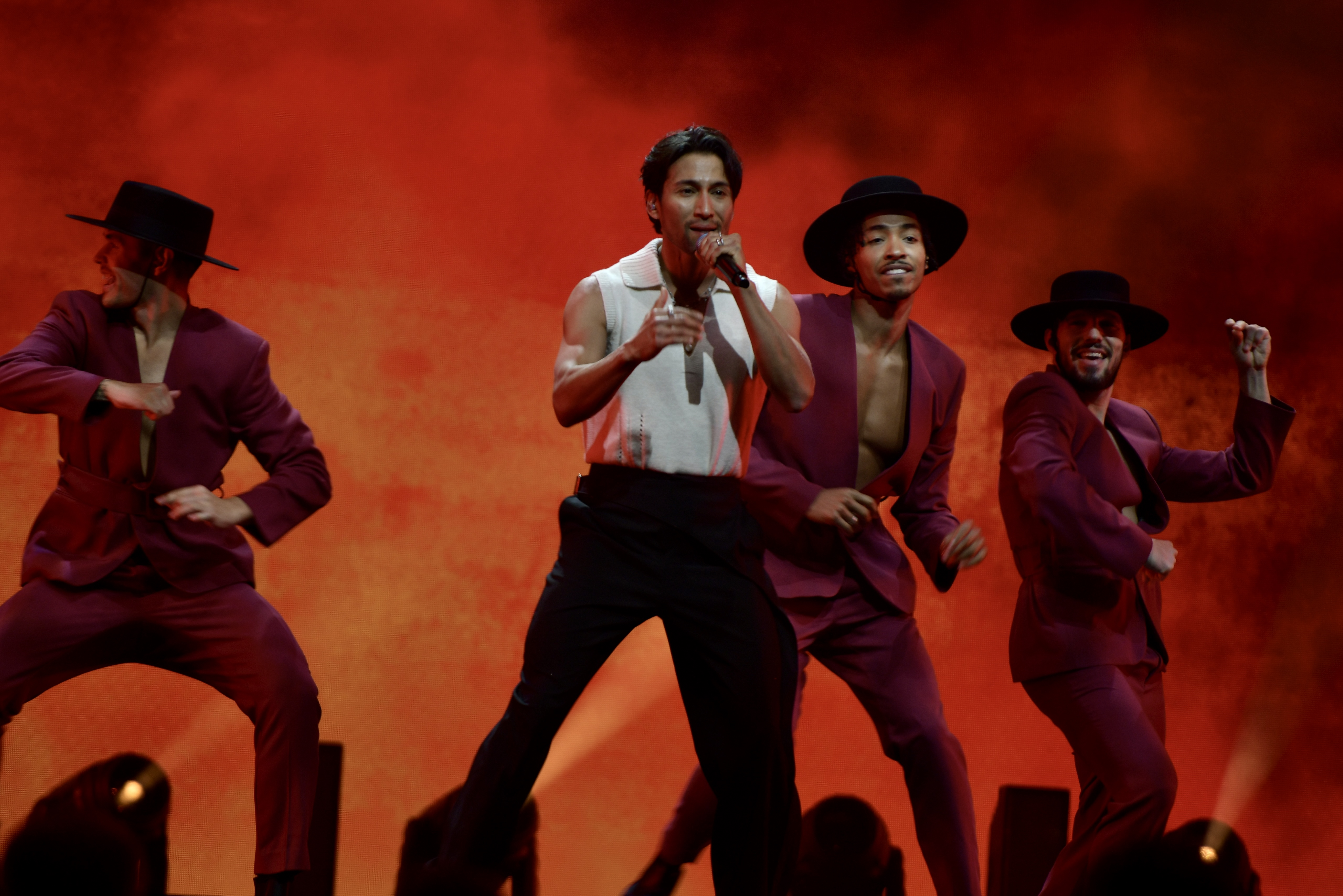
Alvaro Estrella
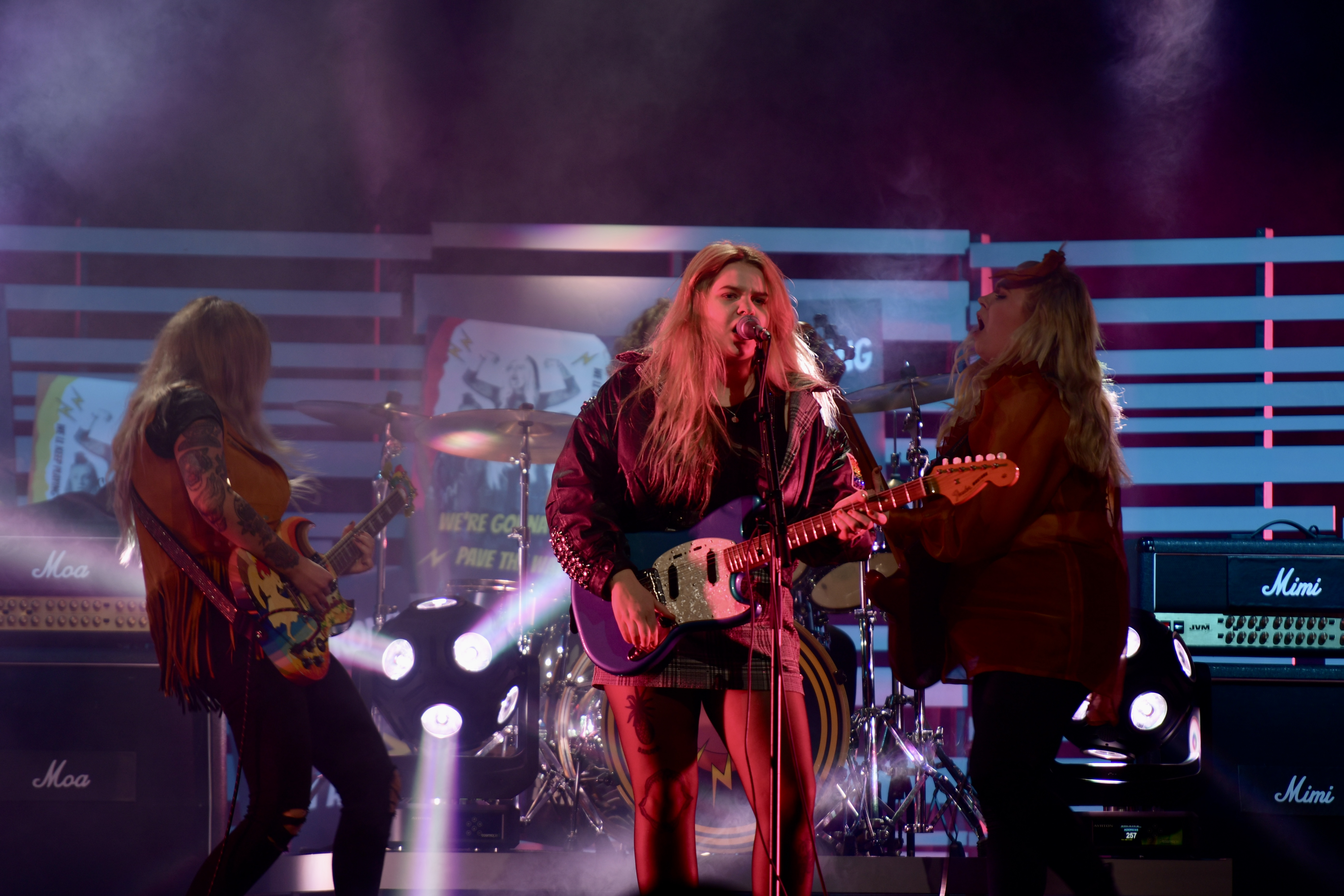
A Browsing Collection
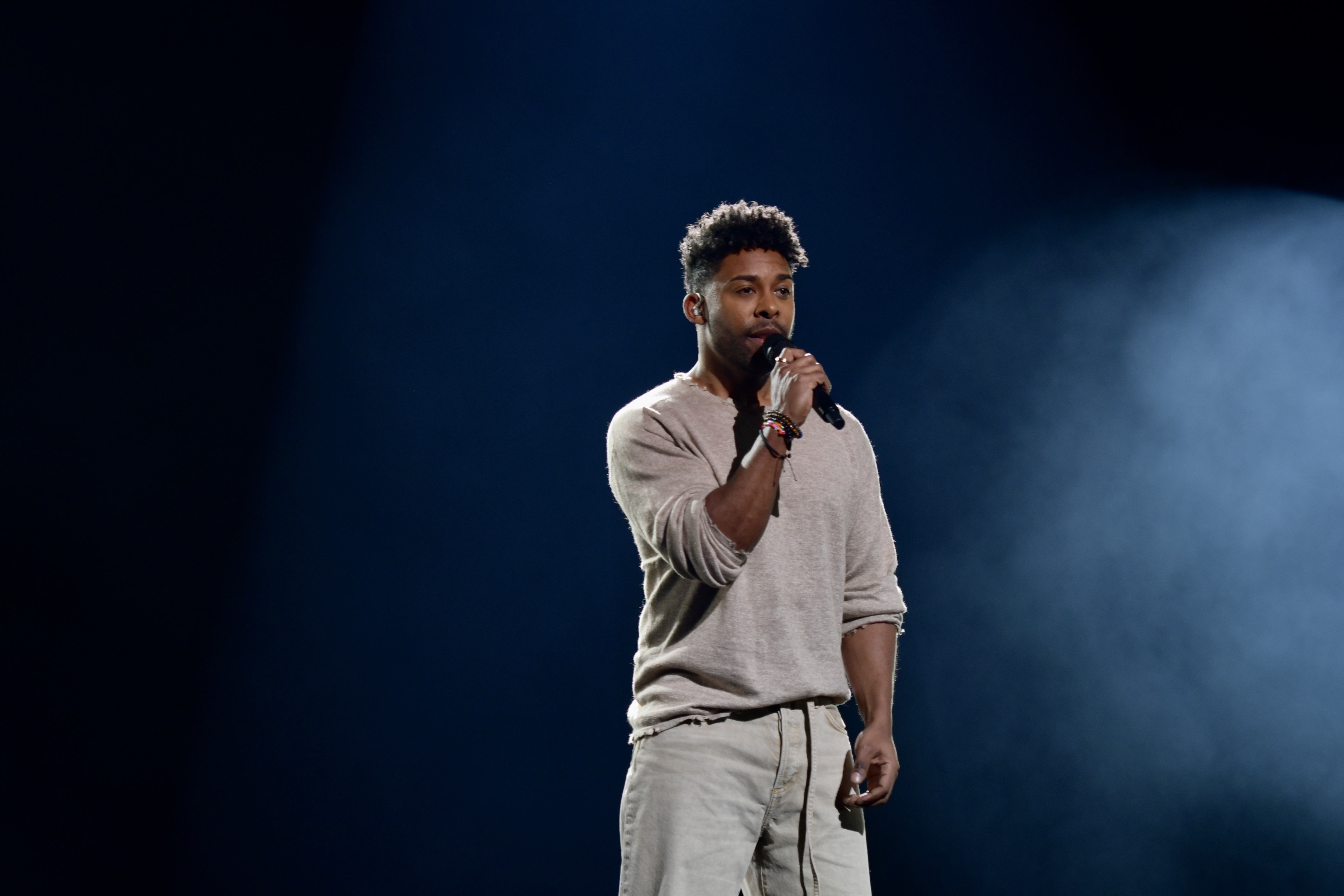
John Lundvik
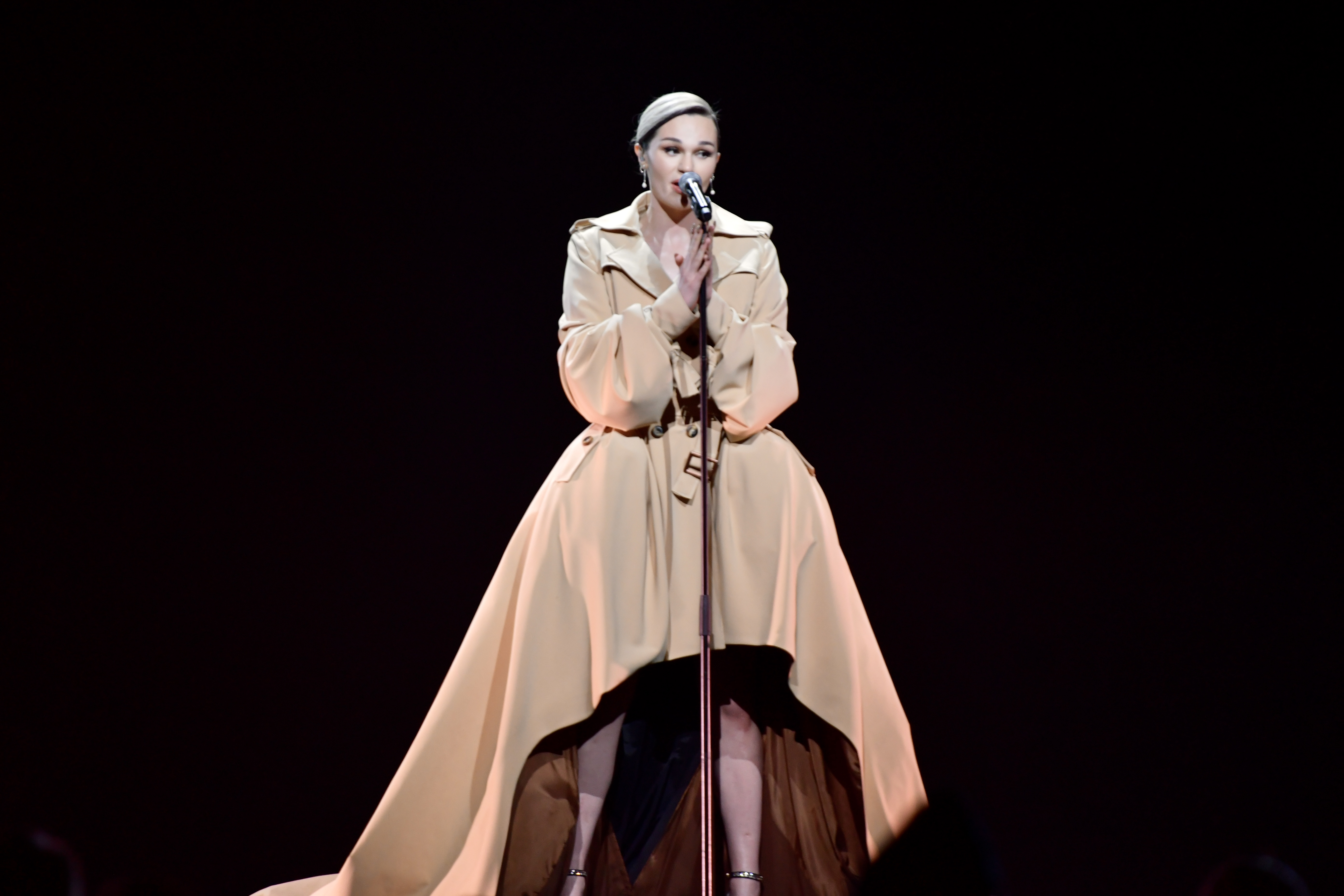
Tone Sekelius

#### Harmadik válogató
A harmadik válogatót február 19-én rendezte az SVT hét előadó részvételével.
| #  | Előadó          | Dal                      | 1. forduló | 2. forduló                                | 2. forduló                                | 2. forduló                                | 2. forduló                                | 2. forduló                                | 2. forduló                                | 2. forduló                                | 2. forduló                                | 2. forduló                                | 2. forduló                                | Helyezés | Eredmény     |
| #  | Előadó          | Dal                      | Szavazat   | Szavazat                                  | 3–9                                       | 10–15                                     | 16–29                                     | 30–44                                     | 45–59                                     | 60–74                                     | 75+                                       | Telefon                                   | Pontszám                                  | Helyezés | Eredmény     |
| -- | --------------- | ------------------------ | ---------- | ----------------------------------------- | ----------------------------------------- | ----------------------------------------- | ----------------------------------------- | ----------------------------------------- | ----------------------------------------- | ----------------------------------------- | ----------------------------------------- | ----------------------------------------- | ----------------------------------------- | -------- | ------------ |
| 01 | Cazzi Opeia     | I Can’t Get Enough       |            |                                           | 12                                        | 10                                        | 5                                         | 8                                         | 8                                         | 8                                         | 8                                         | 8                                         | 67                                        | 4.       | Továbbjutott |
| 02 | Lancelot        | Lyckligt slut            |            |                                           | 5                                         | 5                                         | 8                                         | 3                                         | 3                                         | 3                                         | 3                                         | 5                                         | 35                                        | 6.       | Kiesett      |
| 03 | Lisa Miskovsky  | Best to Come             |            |                                           | 8                                         | 8                                         | 1                                         | 10                                        | 12                                        | 12                                        | 12                                        | 12                                        | 75                                        | 3.       | Továbbjutott |
| 04 | Tribe Friday    | Shut Me Up               |            |                                           | 1                                         | 1                                         | 10                                        | 1                                         | 1                                         | 1                                         | 1                                         | 3                                         | 19                                        | 7.       | Kiesett      |
| 05 | Faith Kakembo   | Freedom                  |            |                                           | 3                                         | 12                                        | 12                                        | 12                                        | 10                                        | 10                                        | 10                                        | 10                                        | 79                                        | 2.       | Továbbjutott |
| 06 | Linda Bengtzing | Fyrfaldigt hurra!        |            |                                           | 10                                        | 3                                         | 3                                         | 5                                         | 5                                         | 5                                         | 5                                         | 1                                         | 37                                        | 5.       | Kiesett      |
| 07 | Anders Bagge    | Bigger Than the Universe |            | Továbbjutott a szavazás első fordulójából | Továbbjutott a szavazás első fordulójából | Továbbjutott a szavazás első fordulójából | Továbbjutott a szavazás első fordulójából | Továbbjutott a szavazás első fordulójából | Továbbjutott a szavazás első fordulójából | Továbbjutott a szavazás első fordulójából | Továbbjutott a szavazás első fordulójából | Továbbjutott a szavazás első fordulójából | Továbbjutott a szavazás első fordulójából | 1.       | Továbbjutott |

#### Negyedik válogató
A negyedik válogatót február 22-én rendezte az SVT hét előadó részvételével.
| #  | Előadó            | Dal                    | 1. forduló | 2. forduló                                | 2. forduló                                | 2. forduló                                | 2. forduló                                | 2. forduló                                | 2. forduló                                | 2. forduló                                | 2. forduló                                | 2. forduló                                | 2. forduló                                | Helyezés | Eredmény     |
| #  | Előadó            | Dal                    | Szavazat   | Szavazat                                  | 3–9                                       | 10–15                                     | 16–29                                     | 30–44                                     | 45–59                                     | 60–74                                     | 75+                                       | Telefon                                   | Pontszám                                  | Helyezés | Eredmény     |
| -- | ----------------- | ---------------------- | ---------- | ----------------------------------------- | ----------------------------------------- | ----------------------------------------- | ----------------------------------------- | ----------------------------------------- | ----------------------------------------- | ----------------------------------------- | ----------------------------------------- | ----------------------------------------- | ----------------------------------------- | -------- | ------------ |
| 01 | Anna Bergendahl   | Higher Power           |            |                                           | 8                                         | 8                                         | 5                                         | 8                                         | 8                                         | 12                                        | 12                                        | 12                                        | 73                                        | 3.       | Továbbjutott |
| 02 | Lillasyster       | Till Our Days Are Over |            |                                           | 10                                        | 10                                        | 10                                        | 10                                        | 12                                        | 5                                         | 3                                         | 5                                         | 65                                        | 4.       | Továbbjutott |
| 03 | Malin Christin    | Synd om dig            |            |                                           | 5                                         | 3                                         | 1                                         | 3                                         | 1                                         | 1                                         | 1                                         | 1                                         | 16                                        | 7.       | Kiesett      |
| 04 | Tenori            | La stella              |            |                                           | 1                                         | 1                                         | 3                                         | 1                                         | 3                                         | 10                                        | 10                                        | 8                                         | 37                                        | 6.       | Kiesett      |
| 05 | Medina            | In i dimman            |            |                                           | 12                                        | 12                                        | 12                                        | 12                                        | 10                                        | 8                                         | 8                                         | 10                                        | 84                                        | 2.       | Továbbjutott |
| 06 | Angelino          | The End                |            |                                           | 3                                         | 5                                         | 8                                         | 5                                         | 5                                         | 3                                         | 5                                         | 3                                         | 37                                        | 5.       | Kiesett      |
| 07 | Klara Hammarström | Run to the Hills       |            | Továbbjutott a szavazás első fordulójából | Továbbjutott a szavazás első fordulójából | Továbbjutott a szavazás első fordulójából | Továbbjutott a szavazás első fordulójából | Továbbjutott a szavazás első fordulójából | Továbbjutott a szavazás első fordulójából | Továbbjutott a szavazás első fordulójából | Továbbjutott a szavazás első fordulójából | Továbbjutott a szavazás első fordulójából | Továbbjutott a szavazás első fordulójából | 1.       | Továbbjutott |

Anna Bergendahl
A Lillasyster
Malin Christin
A Tenori
A Medina
Angelino
Klara Hammarström

### Elődöntő
Az elődöntőt március 5-én rendezte az SVT nyolc előadó részvételével, akiket két csoportra osztottak. A két csoportból két-két versenyző jutott tovább a döntőbe.
| #  | Előadó          | Dal                    | Szavazat  | 3–9 | 10–15 | 16–29 | 30–44 | 45–59 | 60–74 | 75+ | Telefon | Pontszám | Helyezés | Eredmény     |
| -- | --------------- | ---------------------- | --------- | --- | ----- | ----- | ----- | ----- | ----- | --- | ------- | -------- | -------- | ------------ |
| 01 | Tone Sekelius   | My Way                 | 1 185 407 | 10  | 12    | 12    | 12    | 12    | 10    | 10  | 10      | 86       | 1.       | Továbbjutott |
| 02 | Alvaro Estrella | Suave                  | 1 045 540 | 12  | 10    | 10    | 10    | 10    | 8     | 8   | 5       | 71       | 3.       | Kiesett      |
| 03 | Danne Stråhed   | Hallaballoo            | 640 928   | 8   | 5     | 5     | 5     | 5     | 5     | 5   | 8       | 46       | 4.       | Kiesett      |
| 04 | Anna Bergendahl | Higher Power           | 863 838   | 5   | 8     | 8     | 8     | 8     | 12    | 12  | 12      | 77       | 2.       | Továbbjutott |
|    |                 |                        |           |     |       |       |       |       |       |     |         |          |          |              |
| 01 | Theoz           | Som du vill            | 968 353   | 12  | 12    | 12    | 12    | 12    | 5     | 8   | 8       | 71       | 2.       | Továbbjutott |
| 02 | Lisa Miskovsky  | Best to Come           | 898 141   | 5   | 5     | 5     | 5     | 5     | 12    | 12  | 12      | 68       | 3.       | Kiesett      |
| 03 | Lillasyster     | Till Our Days Are Over | 813 402   | 8   | 8     | 10    | 10    | 10    | 8     | 5   | 5       | 65       | 4.       | Kiesett      |
| 04 | Cazzi Opeia     | I Can’t Get Enough     | 844 189   | 10  | 10    | 8     | 8     | 8     | 10    | 10  | 10      | 76       | 1.       | Továbbjutott |

### Döntő
A döntőt március 12-én rendezi az SVT tizenkettő előadó részvételével. A végeredményt a nézők és a nemzetközi, szakmai zsűrik szavazatai alakítják ki. Első körben a zsűrik szavaznak az alábbi módon: az első helyezett 12 pontot kapott, a második 10-et, a harmadik 8-at, a negyedik 7-et, az ötödik 6-ot, a hatodik 5-öt, a hetedik 4-et, a nyolcadik 3-at, a kilencedik 2-t és a tizedik 1 pontot. Ehhez adódnak hozzá a közönségszavazás pontjai és így alakul ki a végső sorrend.
| #  | Előadó            | Dal                      | Pontszám | Pontszám | Pontszám | Helyezés |
| #  | Előadó            | Dal                      | Zsűri    | Nézők    | Összesen | Helyezés |
| -- | ----------------- | ------------------------ | -------- | -------- | -------- | -------- |
| 01 | Klara Hammarström | Run to the Hills         | 27       | 56       | 83       | 6.       |
| 02 | Theoz             | Som du vill              | 39       | 26       | 65       | 7.       |
| 03 | Anna Bergendahl   | Higher Power             | 11       | 18       | 29       | 12.      |
| 04 | John Lundvik      | Änglavakt                | 43       | 17       | 60       | 8.       |
| 05 | Tone Sekelius     | My Way                   | 31       | 53       | 84       | 5.       |
| 06 | Anders Bagge      | Bigger Than the Universe | 31       | 90       | 121      | 2.       |
| 07 | Robin Bengtsson   | Innocent Love            | 29       | 5        | 34       | 11.      |
| 08 | Faith Kakembo     | Freedom                  | 33       | 18       | 51       | 10.      |
| 09 | Liamoo            | Bluffin                  | 65       | 26       | 91       | 4.       |
| 10 | Cornelia Jakobs   | Hold Me Closer           | 76       | 70       | 146      | 1.       |
| 11 | Cazzi Opeia       | I Can’t Get Enough       | 26       | 29       | 55       | 9.       |
| 12 | Medina            | In i dimman              | 53       | 56       | 109      | 3.       |

| Dal                                     | Zsűri     | Zsűri      | Zsűri  | Zsűri      | Zsűri    | Zsűri         | Zsűri      | Zsűri       | Zsűri | Nézők     | Nézők | Nézők | Nézők | Nézők | Nézők | Nézők | Nézők | Nézők   | Nézők | Σ   |
| Dal                                     | Hollandia | Csehország | Izrael | Finnország | Írország | Spanyolország | Ausztrália | Olaszország | Össz. | Szavazat  | 3–9   | 10–15 | 16–29 | 30–44 | 45–59 | 60–74 | 75+   | Telefon | Össz. | Σ   |
| --------------------------------------- | --------- | ---------- | ------ | ---------- | -------- | ------------- | ---------- | ----------- | ----- | --------- | ----- | ----- | ----- | ----- | ----- | ----- | ----- | ------- | ----- | --- |
| Run to the Hills (Klara Hammarström)    |           | 2          | 5      | 3          | 5        | 3             | 3          | 6           | 27    | 2 409 631 | 10    | 10    | 6     | 8     | 8     | 4     | 5     | 5       | 56    | 83  |
| Som du vill (Theoz)                     | 5         | 7          | 2      | 1          | 12       | 5             | 7          |             | 39    | 1 594 285 | 12    | 5     | 4     | 4     |       |       |       | 1       | 26    | 65  |
| Higher Power (Anna Bergendahl)          |           |            | 10     |            |          |               |            | 1           | 11    | 1 056 035 |       |       |       |       | 1     | 7     | 8     | 2       | 18    | 29  |
| Änglavakt (John Lundvik)                | 6         | 12         | 4      | 7          | 6        |               | 5          | 3           | 43    | 1 324 091 | 2     | 2     | 2     | 2     | 3     | 2     | 4     |         | 17    | 60  |
| My Way (Tone Sekelius)                  | 4         | 6          | 1      | 2          | 4        | 6             | 4          | 4           | 31    | 2 113 374 | 6     | 8     | 7     | 6     | 5     | 8     | 6     | 7       | 53    | 84  |
| Bigger Than the Universe (Anders Bagge) | 2         |            | 6      | 4          | 10       | 2             |            | 7           | 31    | 3 464 137 | 8     | 12    | 10    | 12    | 12    | 12    | 12    | 12      | 90    | 121 |
| Innocent Love (Robin Bengtsson)         | 1         | 1          | 3      |            | 8        | 10            | 6          |             | 29    | 1 157 117 | 4     |       |       | 1     |       |       |       |         | 5     | 34  |
| Freedom (Faith Kakembo)                 | 7         | 5          |        | 8          | 2        | 7             | 2          | 2           | 33    | 1 268 069 |       | 4     | 3     |       | 2     | 3     | 3     | 3       | 18    | 51  |
| Bluffin (Liamoo)                        | 8         | 8          | 7      | 5          | 7        | 12            | 8          | 10          | 65    | 1 506 098 | 5     | 3     | 5     | 3     | 4     | 1     | 1     | 4       | 26    | 91  |
| Hold Me Closer (Cornelia Jakobs)        | 10        | 10         | 12     | 12         |          | 8             | 12         | 12          | 76    | 2 937 401 | 1     | 7     | 12    | 10    | 10    | 10    | 10    | 10      | 70    | 146 |
| I Can’t Get Enough (Cazzi Opeia)        | 3         | 3          |        | 6          | 1        | 4             | 1          | 8           | 26    | 1 488 320 | 3     | 1     | 1     | 5     | 6     | 5     | 2     | 6       | 29    | 55  |
| In i dimman (Medina)                    | 12        | 4          | 8      | 10         | 3        | 1             | 10         | 5           | 53    | 2 129 113 | 7     | 6     | 8     | 7     | 7     | 6     | 7     | 8       | 56    | 109 |

## Nézettség
| Forduló           | Sugárzás          | Sugárzás      | Nézettség | Nézettség | Szavazók (fő) | Szavazatok (db) | Radiohjälpen-segély (korona) |
| Forduló           | Dátum             | Idősáv        | (fő)      | SHR (%)   | Szavazók (fő) | Szavazatok (db) | Radiohjälpen-segély (korona) |
| ----------------- | ----------------- | ------------- | --------- | --------- | ------------- | --------------- | ---------------------------- |
| Első válogató     | 2022. február 5.  | szombat 20:00 | 3 135 000 | 75.7%     | 92 275        | 207 996         | 594 955                      |
| Második válogató  | 2022. február 12. | szombat 20:00 | 2 845 000 | 74.6%     | 541 541       | 10 514 804      | 321 865                      |
| Harmadik válogató | 2022. február 19. | szombat 20:00 | 2 958 000 | 75,0%     | 556 791       | 9 485 644       | 478 608                      |
| Negyedik válogató | 2022. február 26. | szombat 20:00 | 2 778 000 | 73.2%     | 534 683       | 8 423 843       | 1 435 319                    |
| Elődöntő          | 2022. március 5.  | szombat 20:00 | 2 540 000 | 72.5%     | 584 876       | 6 415 609       | 2 247 152                    |
| Döntő             | 2022. március 12. | szombat 20:00 | 3 289 000 | 75.7%     | 1 088 043     | 22 447 671      | 5 427 517                    |

## Visszatérő előadók
| Előadó                                        | Előző év(ek)                                                      |
| --------------------------------------------- | ----------------------------------------------------------------- |
| Alvaro Estrella                               | 2014, 2020 (Méndezzel), 2021                                      |
| Anna Bergendahl                               | 2010, 2019, 2020                                                  |
| Cornelia Jakobs (a Love Generation tagjaként) | 2011, 2012                                                        |
| Faith Kakembo                                 | 2020                                                              |
| John Lundvik                                  | 2018, 2019                                                        |
| Klara Hammarström                             | 2020, 2021                                                        |
| Liamoo                                        | 2018, 2019 (Hanna Fermmel)                                        |
| Lillasyster                                   | 2021                                                              |
| Linda Bengtzing                               | 2005, 2006, 2008, 2011, 2016, 2020                                |
| Lisa Ajax                                     | 2016, 2017, 2019                                                  |
| Lisa Miskovsky                                | 2012                                                              |
| Malou Prytz                                   | 2019, 2020                                                        |
| Omar Rudberg                                  | 2019 (a FO&O tagjaként), 2020                                     |
| Robin Bengtsson                               | 2016, 2017, 2020                                                  |
| Sami Rekik (a Medina tagjaként)               | 2021                                                              |
| Shirley Clamp                                 | 2003, 2004, 2005, 2009, 2011 (a Shirley's Angels tagjaként), 2014 |

## Külső hivatkozások
- A Melodifestivalen weboldala (svédül)